# Gymnotichthys hildae
Genre
Espèce
Gymnotichthys hildae, unique représentant du genre Gymnotichthys, est une espèce de poissons d'eau douce téléostéens de la famille des Characidae (ordre des Characiformes).

## Répartition
Ce poisson se rencontre dans le bassin de l'Orénoque (Amérique du Sud).

## Description
Gymnotichthys hildae mesure au maximum 71 mm, queue non comprise.

## Systématique
Le genre Gymnotichthys et l'espèce Gymnotichthys hildae ont été décrits en 1950 par l'ichtyologiste vénézuélien Agustín Fernández-Yépez (d) (1916-1977).

## Étymologie
Le nom générique, Gymnotichthys, est la combinaison du grec ancien γυμνός, gumnós, « nu » et du suffixe ἰχθύς, ikhthús, « poisson »,.

## Publication originale
- (es) A. Fernández-Yépez, « Algunos peces del Rio Autana », Novedades Cientificas, Contribuciones Ocasionales del Museo de Historia Natural La Salle, Caracas, zoológica no 2,‎ 1-18, p. 1950.